# Appareil digestif aviaire

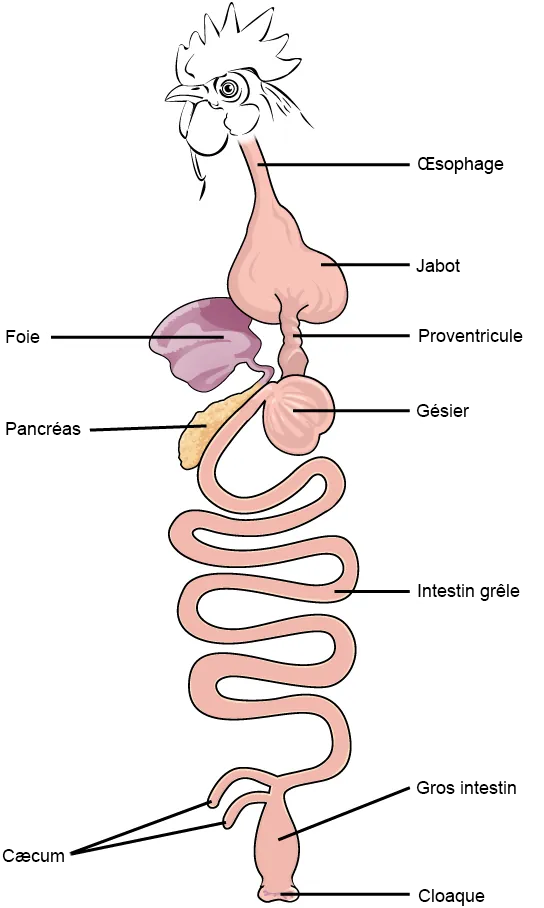
Schéma de l'appareil digestif aviaire

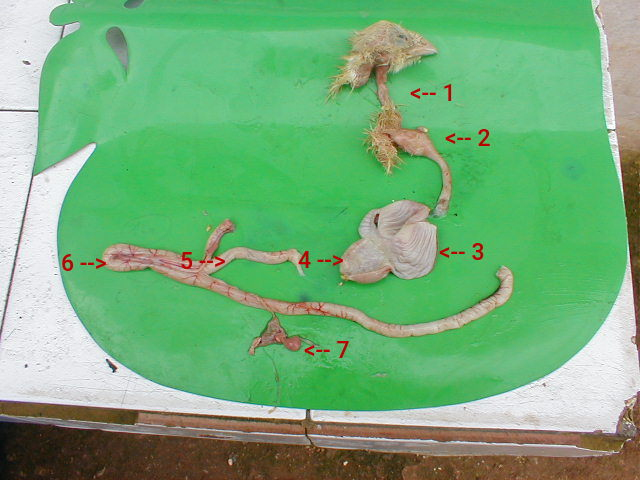
Quelques organes de l'appareil digestif d'une poule domestique : (1) œsophage ; (2) jabot ; (3) gésier ; (4) estomac ? (5) & (6) intestin (7) rate.

 (décembre 2016).
Améliorez-le ou discutez des points à vérifier. 
 (février 2021).
Si vous disposez d'ouvrages ou d'articles de référence ou si vous connaissez des sites web de qualité traitant du thème abordé ici, merci de compléter l'article en donnant les références utiles à sa vérifiabilité et en les liant à la section « Notes et références ».
L'appareil digestif aviaire désigne le système digestif original des oiseaux qui possède des caractéristiques communes bien que les régimes alimentaires et les modes de vie soient très différents. Ce dispositif permet à la fois de soutenir un métabolisme élevé et d’être très performant (le Gypaète barbu est capable de digérer et assimiler des os).  

## Structure: les organes
Les rôles du foie et du pancréas sont analogues à ceux des mammifères.

### Les organes buccaux
La muqueuse buccale peut être vivement colorée, notamment chez les oisillons de certaines espèces de passereaux, comme ceux de l'Hirondelle rustique (coloration jaune), du Grand Corbeau (coloration rouge) ou de la Mésange bleue (coloration orange).
Le squelette de la langue est formé par l’entoglosse et l’os basibranchial crânial. La forme de la langue, comme celle du bec dépend du régime alimentaire. Chez les oiseaux-mouches, elle est très longue, fourchée à son extrémité et munie de petites soies et de nervures. La langue des pics-verts ressemble à une suite de triangles isocèles emboîtés selon leur hauteur. Celle des Galliformes a la forme d’un fer de flèche et est recouverte crânialement d’un étui corné. Elle est particulièrement musclée chez les psittacidés. Les Anatidae ont une langue qui ressemble plus à celle des humains, plate, large, molle et arrondie à son extrémité.
Les glandes salivaires sont peu développées mais chez certaines espèces elles sont particulièrement productives, comme celles des pics (chez qui la salive facilite la capture des insectes), ou celles des salanganes du genre Collocalia (qui utilisent cette salive durcie à l'air libre pour fabriquer leur nid).

### L'œsophage et le jabot

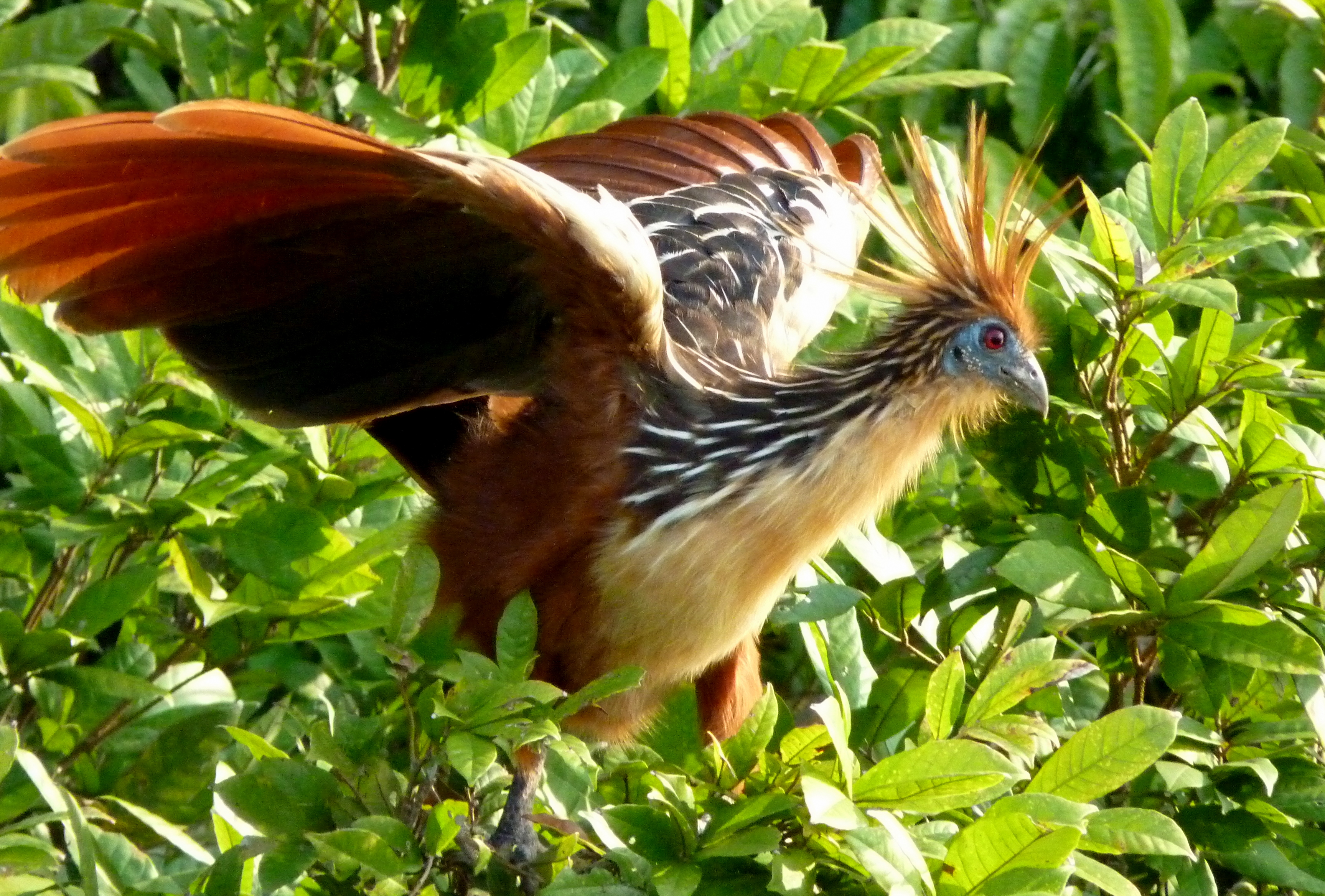
L'hoazin huppé phyllophage a développé un jabot particulier qui fait un tiers de son poids et qui fonctionne à la manière du rumen des ruminants, ce qui lui vaut le surnomme de « vache volante ».

Chez certaines espèces carnivores, l'œsophage présente un grand diamètre (comme chez les grèbes, les macareux, les mouettes, les goélands, les cormorans, les cigognes...), qui leur sert éventuellement de réservoir lorsque leur estomac est plein, ou pour rapporter des proies au nid. Chez d'autres espèces, l'œsophage présente un élargissement, comme chez le moineau domestique, le verdier, le bec-croisé ou certains rapaces diurnes. D'autres enfin présentent un véritable jabot, poche nettement délimitée, extensible, mais dépourvue de glandes digestives (ex : gallinacés, pigeons et tourterelles, hoazin). Chez les pigeons et tourterelles, le jabot produit le « lait de pigeon », liquide blanc produit selon un mode de sécrétion holocrine, servant au nourrissage des jeunes.

### L'estomac
L'estomac des oiseaux est constitué de deux parties : 
- un estomac glandulaire, le ventricule succenturié (appelé aussi proventricule) : il s'agit d'une poche allongée, qui peut être très extensible chez certaines espèces piscivores (comme les cormorans, les hérons ou les mouettes et goélands) et résistant (sert à tuer les proies généralement ingérées vivantes). Des glandes spécialisées, régulées par des facteurs hormonaux et neuraux y sécrètent les sucs gastriques.
- un estomac musculaire, le gésier (appelé aussi ventricule) : cette poche présente une musculature dont la puissance varie en fonction des régimes alimentaires. Cette musculature permet de triturer et brasser les aliments. Elle est généralement mince dans le cas de régimes carnivores, piscivores, frugivores, ou nectarivores (dans le cas extrême des Dicées du genre Dicaeum, le gésier se distingue à peine du ventricule succenturié), et par contre très développée dans les cas de régimes herbivores ou granivores (oies, gallinacés, pigeons...). Dans ce dernier cas, le gésier peut être doublé intérieurement d'un revêtement kératinisé résistant qui augmente l'action de trituration des mouvements de la musculature (sécrétion kératineuse qui peut fournir des plaques servant de meules)[4]. Certains oiseaux, notamment les granivores, avalent du gravier pour faciliter la trituration des aliments. Chez les oiseaux de proie, il sert de filtre en isolant les éléments non digestes tels que les coquilles de Mollusques, arêtes de Poissons, os, bois, chitine, fourrure, dents et  plumes qui sont éliminés dans les pelotes de réjection. Les parties digestibles sont dirigées par des contractions musculaires vers le reste du système digestif[2].

### Le pancréas
Le pancréas est assez volumineux en comparaison avec celui des mammifères, sûrement pour produire suffisamment du suc pancréatique, qui doit compenser l'absence de mastication et l'action limitée de la salive. Les sucs pancréatiques transportés vers le petit intestin (duodénum) sont composés de bicarbonates qui neutralisent le mélange acide de nourriture venant du ventricule, et assurent un environnement favorable à l'activation des enzymes digestives.

### Le foie
Tous les oiseaux disposent d'un foie volumineux (volume plus grand que chez le Mammifère de même taille) en lien avec leurs besoins métaboliques élevés. D'une façon générale, le foie est gros et gras si l'oiseau est gros et gras. Il est également très volumineux chez les oisillons. Toutes les espèces ne possèdent pas un foie aussi important: il est plus petit chez les galliformes, les strigiformes, les rapaces nocturnes et les grands psittacidés que chez les columbiformes ou les espèces migratrices soumises au Zugunruhe.
Le foie des oiseaux est bilobé et le lobe droit est souvent plus développé que le gauche. Le foie humain est lui composé de quatre lobes. Leur forme dépend des espèces. Il secrète leur bile, acide et non pas basique comme chez les mammifères, directement dans le petit intestin via la vésicule lorsqu'elle existe.
Certaines espèces d'Anatidae sont élevées pour produire des foies gras.

### La vésicule biliaire
La vésicule biliaire est absente chez de nombreuses espèces (nombreux passereaux, autruches, nandous, pigeons, perroquets, pics...). Si elle est présente, elle se loge dans un creux au sein du lobe droit du foie. Elle a une forme tubulaire chez les oiseaux aquatiques.

### Les intestins
Comme chez les autres vertébrés, la longueur des intestins dépend du régime alimentaire. Il est très court chez les oiseaux de proie et s'allonge d'une manière notable chez les omnivores et les granivores. Il n'atteint jamais cependant de grandes dimensions et, proportionnellement, il est toujours plus court que chez les Mammifères, n'excédant pas quatre à six fois la longueur de leur corps. Le rejet de gaz est moins important chez les oiseaux que pour les mammifères. L'intestin est constitué de l'intestin grêle formé du duodénum, jéjunum, iléon puis du gros intestin formé du très court côlon et du cæcum où chez certaines espèces, des bactéries dissolvent la cellulose. Ce dernier est très développés chez les Anatidés, Pélécanidés, Rallidés, rapaces nocturnes et Gallinacés par exemple, ils sont très réduits ou absents chez les colibris, martinets, certains pigeons et Picinae, Psittacidés adultes et de nombreux passereaux.
Le gros intestin sert principalement à absorber l'eau et les électrolytes. Les aliments restant sont métabolisés par des bactéries. Les vitamines K et certaines vitamines B y sont synthétisés. Il est plus développé chez certains oiseaux aquatiques, Galliformes ou ratites pour faciliter la digestion les matières végétales. On suppose que pour la plus grande partie des espèces, il est court afin d'être plus léger, de façon à favoriser le vol.
La musculature du duodénum iléon et côlon est plus importante. Le gros intestin est relativement court chez les oiseaux.

### Le cloaque
Le cloaque est divisé en trois parties successives, plus ou moins bien individualisées : le coprodaeum qui reçoit le contenu évacué par les intestins, puis l'urodaeum où débouchent les déchets rénaux et les productions génitales, puis la zone qui débouche sur l'extérieur, le proctodaeum, où se situe la bourse de Fabricius.
Le cloaque des oisillons de plusieurs espèces de passereaux et Picinae présente des glandes dont le rôle est d'entourer les excréments de mucus, ce qui permet aux parents d'éliminer facilement hors du nid les d'excréments des oisillons.

## Fonctions
La fonction principale est la digestion, processus présent chez tous les organismes hétérotrophes.

### Le transport du glucose
Le système de transport du glucose des oiseaux est différent de celui des mammifères, des amphibiens et des poissons. Chez la plupart des oiseaux, il ne varie pas en fonction des concentrations en hydrocarbonates, y compris lorsque la saison change. L'absorption intestinale est principalement passive et ne dépend pas des variations du régime alimentaire. Ce système  peu sélectif permet une assimilation rapide mais il est particulièrement sensible aux toxines. Ceci réduit donc la niche alimentaire des oiseaux et lorsque la concentration en glucose est plus faible à l'intérieur de la cellule intestinale que dans le plasma, le glucose peut diffuser dans le mauvais sens,.
Les oies, des Psittacidae, les Columbiformes, des Cracidae, des Passeriformes, les calaos et les casoars consomment volontairement de la terre ; on parle de géophagie. L'absorption de terre, comme de l'argile, a pour effet de former une couche protectrice sur les parois intestinales et d'empêcher les toxines de pénétrer dans le sang (notamment les alcaloïdes toxiques contenus dans certaines plantes).

### Transit des aliments
Le système digestif des oiseaux est donc composé d’un bec spécialisé, sans dents. Dans tous les cas, les aliments sont éventuellement brisés mais pas mâchés. Les aliments passent par l’œsophage puis traversent le jabot lorsqu’il existe. Ils passent ensuite par l’estomac glandulaire, ou proventricule succenturié, où ils subissent l’attaque d’acides et d’enzymes. Une fois imprégnés, les aliments sont expulsés vers le gésier qui est un estomac musculaire. Certaines espèces avalent des pierres appelées gastrolithes pour accroître l’efficacité de celui-ci. À ce niveau, les aliments sont broyés. Ils sont enfin assimilés par les intestins, puis éliminés, de même que les déchets rénaux, par le cloaque. L'urine est blanche et  très peu liquide. Les déjections, urine et fèces, semi-solides, transitent par le cloaque et sont éliminées par l’anus.
Certains oiseaux comme les rapaces et certains oiseaux de mer expulsent par la bouche des pelotes de réjection alors que le reste de leurs proies se trouvent dans le gésier. Ceci leur permet d’éviter que certains éléments gobés non digestes (plumes, os et poils par exemple) ne fassent un transit complet.

### Les déchets de la digestion
La vitesse et l'intensité de la digestion est variable selon les espèces. Par exemple, une fauvette à tête noire peut digérer des baies en 12 min ; un gypaète barbu est capable de digérer une vertèbre de vache en 1 ou 2 jours.
Chez certaines espèces, les déchets de la digestion trop importants (comme les poils, os, arêtes, écailles, piquants, fragments de coquilles ou de carapaces, enveloppes dures de graines, plumes...) sont rejetés par voie buccale sous forme de pelotes de réjection, de dimensions variables selon les espèces : longues de moins de 2 cm chez la pie-grièche grise, elles peuvent atteindre 10 cm chez le Hibou grand-duc.

## Lesrégimes alimentaires
Les oiseaux, du fait de leur métabolisme élevé, doivent se nourrir d’aliments à haute valeur calorique. Pour certains oiseaux comme les oiseaux-mouches, les réserves d’énergies ne sont que de quelques heures, au-delà desquelles ils meurent s’ils ne sont pas alimentés. Les oiseaux sont par exemple granivores, piscivores, carnivores, nécrophages, frugivores, nectarivores mais les vrais sténophages sont rares. Cette spécialisation alimentaire se traduit par des variations importantes des fonctions des divers organes. C’est ainsi que certaines espèces ont des langues très développées, comme les oiseaux-mouches, et que d’autres n’ont qu’une langue très réduite comme la langue de 1 cm des pélicans. Certaines, comme les granivores ont développé un jabot, d’autres pas. Certaines espèces comme les martinets ont des glandes salivaires très développées, cependant ceci est rare, le bec ne servant pas à mastiquer la nourriture, comme chez les mammifères.

## Les maladies digestives
Les oiseaux domestiques souffrent de nombreux dérangements du système digestif. Les déficits alimentaires sont une des premières causes de maladie pour ces espèces. Un déficit en calcium provoque par exemple des fractures, des coquilles d'œuf ou des becs mous, des scolioses. Un déficit en vitamine A ou une obésité peuvent provoquer des pododermatites, des maladies de peau ou des problèmes de plumes. Les oiseaux peuvent également développer des goîtres à la suite d'un déficit en iode ou d'un mauvais fonctionnement de la glande thyroïde.
Les oiseaux sont sensibles au stress, ce qui peut provoquer une anorexie. D'autres causes peuvent aussi la provoquer, comme une maladie ou une parasitose. Les juvéniles peuvent souffrir d'une stase du jabot qui les conduit à une anorexie.
Les diarrhées ou les néphrites sont souvent la conséquence d'autres maladies. Les diarrhées par exemple peuvent être la conséquence d'une intoxication liée à une blessure par plomb. Une tumeur des reins peut être cause d'une néphrite.
Bon nombre de problèmes alimentaires causent également des problèmes d'une façon indirecte et ont pour conséquence une rétention d'œuf, des pertes de plume ou des diarrhées. Une constipation est certainement le signe d'une rétention d'œuf.